# Ridderhat-familien
Ridderhat-familien (Tricholomataceae) er en familie i Ridderhat-ordenen. Familien omfatter en række af vore almindelige svampe-slægter. Alle er lamelsvampe, dvs. hvor frugtlegemet er en paddehat med lameller på undersiden. 
| Slægter |

- Ridderhat (Tricholoma)
- Sneglehat (Hygrophorus)
- Vokshat (Hygrocybe)
- Hekseringhat (Lepista)
  - Brunstænket hekseringshat (Lepista flaccida)
  - Violet hekseringshat (Lepista nuda)
- Vårmusseron (Calocybe)
- Væbnerhat (Megacollybia)
- Væbnerhat (Tricholomopsis)
- Fløjlsfod (Flammulina)
- Tragthat (Clitocybe)
- Pælerodshat (Xerula)
- Porcelænshat (Oudemansiella)
- Honningsvamp (Armillaria)
- Ametysthat (Laccaria)
- Fladhat (Collybia)
- Bruskhat (Marasmius)
- Huesvamp (Mycena)

| Svampe | Spire Denne artikel om svampe er en spire som bør udbygges. Du er velkommen til at hjælpe Wikipedia ved at udvide den. |